# Карен Ланком
Карен Ланком (фр. Karen Lancaume), рођена као Карин Баш (фр. Karine Bach, 19. јануар 1973. — 28. јануар 2005) била је француска порнографска глумица. Наступила је у више од 40 порнографских филмова у периоду од 1996. до 2002. године. Једна од улога којом је постала међународно позната јесте улога Надин (фр. Nadine) у контроверзном еротском трилеру Кресни ме, из 2000. године. У том филму је извела несимулирану пенетрацију и фелацио. Исте године номинована је за најбољу француску порно глумицу. Ланком је починила самоубиство 28. јануара 2005. године узимајући превелику дозу темазепама у стану свог дечка у Паризу.

## Почеци
Карен је рођена у предграђу Лиона, у имућној породици. Отац јој је био Француз, а мајка мароканског порекла. У порнографске воде ушла је 1996. са тадашњим супругом, на његов предлог, због финансијских дугова које су имали.